# X3, agent secret
Pour plus de détails, voir Fiche technique et Distribution.
X3, agent secret (titre original : Hot Enough for June) est un film d'espionnage comique britannique réalisé par Ralph Thomas et sorti en 1964.

## Synopsis
Nicholas Whistler, écrivain de langue tchèque au chômage, pense avoir obtenu un emploi en allant à  Prague pour effectuer un peu d'espionnage industriel. En fait, il se retrouve au service du renseignement britannique. La camarade Simoneva, sa jolie chauffeuse arrivée derrière le Rideau de fer, est elle-même agent tchèque. De ce fait, elle est immédiatement attitrée au remplacement involontaire de 007.

## Fiche technique
- Titre original : Hot Enough for June
- Réalisation : Ralph Thomas
- Scénario : Lukas Heller d'après la nouvelle Night of Wenceslas de Lionel Davidson
- Photographie : Ernest Steward
- Montage : Alfred Roome
- Musique : Angelo Lavagnino
- Production : Betty E. Box
- Genre : Comédie
- Pays :  Angleterre
- Durée : 98 minutes
- Dates de sortie :
  - Royaume-Uni : 10 mars 1964 (Londres)
  - France : 2 octobre 1964
  - États-Unis : 13 octobre 1965
- Affiche : Jean Mascii (France)

## Distribution
- Dirk Bogarde (VF : Jean-Louis Jemma) : Nicholas Whistler
- Sylva Koscina (VF : Nathalie Nerval) : Vlasta Simoneva
- Robert Morley (VF : Georges Hubert) : Colonel Cunliffe
- Leo McKern (VF : André Valmy) : Simoneva
- Roger Delgado : Josef
- Derek Fowlds (VF : Philippe Mareuil) : le contact de Whistler aux toilettes
- Amanda Grinling (VF : Lily Baron) : la secrétaire de Cunliffe
- Noel Harrison : Johnnie
- Philo Hauser : Vlcek
- John Junkin (VF : Antoine Marin) : l'employé du centre d'embauche
- Gertan Klauber : le technicien de la Czech Glass Factory
- Jill Melford (VF : Sylvie Deniau) : Lorna
- Derek Nimmo (VF : Pierre Trabaud) : Fred
- Richard Pasco : Plakov